# Remtengrün
Remtengrün ist einer der neun Ortsteile der Stadt Adorf/Vogtl. im sächsischen Vogtlandkreis.
Die Streusiedlung liegt etwa 2 km südöstlich der Kernstadt und direkt östlich des Stadtteils Jugelsburg im sächsischen Vogtland. Am 16. November 2010 wurden 402 Einwohner gezählt.

## Geschichte
Remtengrün wurde spätestens 1791 als Renthengruͤn, Reumtengruͤn erstmals erwähnt. Spätere Ortsnamensformen waren Remtengrün (1793), Remptengrün (1821–31), Reumtengrün (1852) und Remtengrün (Finkenburg) (1875). 1791 war Remtengrün dem Rittergut Jugelsburg untertan. Remtengrün gehörte zum Amt Voigtsberg, dem Gerichtsamt Adorf, der Amtshauptmannschaft und dem (Land-)Kreis Oelsnitz an, bis dieser im Vogtlandkreis aufging.
Remtengrün hatte im 17. Jahrhundert seine erste urkundliche Erwähnung und wurde am 1. Juli 1950 eingemeindet. Durch das Dorf führt die Alte Egerer Poststraße, einst eine wichtige Handelsstraße Leipzig – Eger.
| Jahr | Einwohner                                               |
| ---- | ------------------------------------------------------- |
| 1793 | 41 Häusler                                              |
| 1834 | 449 (davon: Kath.: 1)                                   |
| 1871 | 600                                                     |
| 1890 | 621                                                     |
| 1910 | 701                                                     |
| 1925 | 660 (davon: Ev.-luth.: 640; Kath.: 8; andersgläubig 12) |
| 1939 | 640                                                     |
| 1946 | 626                                                     |
| 2010 | 402                                                     |

## Öffentlicher Nahverkehr
Remtengrün ist mit der BürgerBus-Linie 96 an den vertakteten ÖPNV des Verkehrsverbunds Vogtland angebunden.

## Sehenswürdigkeiten
- In Remtengrün stand ein 18 m hoher, hölzerner Aussichtsturm, der 1993 errichtet und 2020 durch eine Stahlversion ersetzt wurde.[3] Die Einweihung fand feierlich am 5. September 2020 statt.
- Die Nachbildung des kursächsischen Viertelmeilensteines Nr. 77 von 1725 erinnert im Ort an der Alten Egerer Poststraße an dieses einst bedeutende Handelsstraße zwischen Leipzig und Eger.

## Berühmte Personen
Der deutsche Maler Karl-Heinz Adler wurde in Remtengrün geboren.